# Hirtella guainiae
Hirtella guainiae är en tvåhjärtbladig växtart som beskrevs av Joseph Dalton Hooker och Richard Spruce. Hirtella guainiae ingår i släktet Hirtella och familjen Chrysobalanaceae. Inga underarter finns listade i Catalogue of Life.